# Nicotiana sanderae
Nicotiana sanderae là loài thực vật có hoa trong họ Cà. Loài này được W. Watson mô tả khoa học đầu tiên năm 1904.